# Wahlenbergia multicaulis
Wahlenbergia multicaulis är en klockväxtart som beskrevs av George Bentham. Wahlenbergia multicaulis ingår i släktet Wahlenbergia och familjen klockväxter. Inga underarter finns listade i Catalogue of Life.